# 维尔米诺雷-迪斯卡尔韦
维尔米诺雷-迪斯卡尔韦（義大利語：Vilminore di Scalve），是意大利贝加莫省的一个市镇。总面积104平方公里，人口1530人，人口密度14.7人/平方公里（2009年）。国家统计（ISTAT）代码为016243。